# Bowen Stassforth
Bowen Dow Stassforth est un nageur américain né le 7 août 1926 à Los Angeles (Californie) et mort le 22 novembre 2019 à Rancho Palos Verdes (Californie).

## Biographie
Au début de sa vie, Bowen Stassforth avait une peur intense de l'eau, résultat de la mise à l'eau de sa tête par son gardien. Après que ses parents l'aient découvert, les cours de natation ont commencé avec Thelma Payne au Los Angeles Athletic Club. Sa carrière sportive en tant que nageur a commencé à la high school de Los Angeles (1942-1944) ainsi qu'au Hollywood Athletic Club. Au cours de cette période, il a terminé deuxième au concours d’État de Californie de 1943 au 200 mètres brasse de son coéquipier Harry Messenheimer. En août 1944, alors qu'il était encore au lycée, Bowen s'était enrôlé dans la marine américaine. Sa vision tout au long de sa vie était pauvre. Par conséquent, afin de rejoindre la marine, il a mémorisé la carte des yeux pour son physique initial. Au cours d'une formation de base, ses supérieurs ont découvert ses problèmes de vision. En conséquence, il a ensuite été chargé d'enseigner des techniques de natation et de survie en eau à des marins enrôlés sur l'île du Nord à San Diego. Il a été libéré honorablement en 1946.
Bowen a nagé à l'époque où le mouvement accepté du bras de la brasse était facultatif, qu'il s'agisse de la brasse sous-marine contemporaine ou du mouvement du bras au-dessus de l'eau, à présent connu sous le nom de papillon. Le mouvement de la jambe était le coup de pied de la grenouille. En 1953, l'AVC a été bifurqué dans la brasse et le papillon en utilisant un coup de pied de dauphin. En conséquence, tous les dossiers qu’il détenait ont ensuite été effacés du registre.
Lors de son premier rassemblement au championnat national de plein air AUA (Association des universités américaines ou AAU en anglais) en 1945, représentant la 14e flotte aérienne, il se classa deuxième au 200 mètres. L'année suivante, en 1946, il se classa au sixième rang du 220 yards (200 mètres du Championnat national indoor et en plein air de l'AUA, derrière Joe Verdeur, Charles Keating et son futur entraîneur, James Counsilman. Il s'est inscrit à l'université de l'Iowa pour l'année scolaire 1947-1948 et a été entraîné par David Armbruster et son entraîneur adjoint, James Counsilman. Il n’a cependant pas été autorisé à participer en tant que recrue en raison des règles d’admissibilité aux conférences de cette époque. Cependant, il a participé aux essais olympiques américains en juillet 1948, se classant septième au 200 mètres avec un temps de 2 min 47 s 7. L'année suivante, Bowen montait au classement et finissait troisième du 200 mètres des Championnats de plein air de l'AUA, derrière Keith Carter et Joe Verdeur, respectivement deuxième et premier des Jeux olympiques 1948. 
Sa première compétition internationale a eu lieu en 1950 en tant que membre de l'équipe nationale américaine de natation lors de plusieurs rencontres bilatérales face au Japon. C'était la première fois que l'équipe américaine de natation battait le Japon sur son sol. Lors de la rencontre à Tokyo, Bowen a établi une nouvelle meilleure performance mondiale du 100 mètres en grand bassin en 1 min 9 s 4, dépassant à peine son coéquipier Robert Brawner. Plus tard cette année-là, il était deuxième aux championnats nationaux de plein air de l'AUA au 220 yards de Robert Brawner. 
En 1951, il remporta une médaille de bronze au 200 mètres avec un temps de 2 min 47 s 6 et une médaille d'or au relais du quatre nages de 1951 aux Jeux panaméricains de 1951 à Buenos Aires. Aux championnats nationaux AUA Outdoor de 1951 au 200 mètres, Bowen était deuxième derrière l'Australien John Davies mais devançait Robert Brawner, troisième et Jerry Holan, quatrième. 
Après une quatrième place derrière John Davies, Jerry Holan et Robert Brawner à la finale de la NCAA en 1952 au 200 mètres, son rival et ami John Davies, qui représente l'université du Michigan, l'informa Bowen son régime d'entraînement devait être amélioré. avec plusieurs ajustements. À la suite de ces ajustements à l’entraînement, il s’est qualifié pour la première fois aux essais olympiques américains de 1952, battant à la fois Brawner et Holan et battant le record de citoyen américain de Joe Verdeur avec un temps de 2 min 36 s 0 au 200 mètres. 
Aux Jeux olympiques de 1952 à Helsinki, en Finlande, il s’est qualifié pour la finale du 200 mètres. Au début de la phase finale, l’air froid a contracté ses muscles. Pour contrer cela, il a délibérément commencé à utiliser le court temps passé dans l'eau pour se détendre. En remontant sur les blocs, il a pris soin de ne pas repartir à zéro. À la fin de la course, il s'est classé deuxième, perdant par 0,3 seconde face à son rival John Davies qui représentait l'Australie. Son temps de 2 min 34 s 7 a établi un nouveau record américain pour le 200 mètres grand bassin. Herbert Klein, le détenteur du record du monde du 200 mètres en court et long parcours a terminé troisième. Davies, Stassforth et Klein ont été les trois seuls nageurs à avoir réussi à franchir la marque des 2 min 35 s dans l’histoire au 200 mètres grand bassin avant la codification de la brasse en 1953.
Il a terminé sa carrière plus tard ce mois-là en tant que champion national de l'AUA en plein air et détenteur du record américain en brasse de 220 verges (une distance de 3 pieds 9 pouces de plus que la finale olympique) avec le même temps de 2 min 34 s 7 que la finale olympique. Après la course, Bowen a déclaré : « Jusqu'à présent, je n'avais jamais pensé avoir fait de mon mieux. Maintenant, je suis satisfait. C'était tout ». Bien que c’était la meilleure performance de l’histoire en grand bassin sur 220 yards, il s’agissait uniquement du record américain puisque la FINA n’avait reconnu que les distances de 200 yardset 200 mètres aux fins du record mondial avant les changements de règlement de l’année 1953.
Bowen Stassforth a été intronisé au Temple de la renommée de l'université de l'Iowa en 1996. Dans une lettre à son entraîneur David Armbruster, Charles Roeser, président du Comité olympique américain de natation masculine, a qualifié Bowen de « l'un des athlètes les plus coopératifs que je connaisse depuis trente ans d'enseignement et d'entraînement ». Il dit également de lui qu'il est un « champion de la brasse, mais plus que cela, un véritable Américain et un gentleman dont la conduite est un exemple à suivre pour les autres ».
Bowen Stassforth est mort le 22 novembre 2019.

## Palmarès
Bowen Stassforth a été huit fois All-American en natation à l'université de l'Iowa. À la fin de sa carrière en 1952, il détenait simultanément seize records nationaux de brasse sur des distances comprises entre 200 et 500 mètres dans des bassins de 20 mètres, courts et longs. Il a également été nommé athlète de l'année par l'AUA en Iowa en 1952 et en nomination pour le prix James E. Sullivan. 